# Lepthyphantes fernandezi
Lepthyphantes fernandezi är en spindelart som beskrevs av Lucien Berland 1924. Lepthyphantes fernandezi ingår i släktet Lepthyphantes och familjen täckvävarspindlar.
Artens utbredningsområde är Juan Fernández-öarna. Inga underarter finns listade i Catalogue of Life.